# Dania na Letnich Igrzyskach Olimpijskich 1964
Danię na Letnich Igrzyskach Olimpijskich w 1964 roku reprezentowało 60 zawodników (53 mężczyzn i 7 kobiety) w 10 dyscyplinach. Zdobyli łącznie 6 medale, w tym 2 złote, plasując swój kraj na 18. miejscu w klasyfikacji medalowej igrzysk.
Był to czternasty start Duńczyków na letnich igrzyskach olimpijskich. Chorążym ekipy był żeglarz Henning Wind.

## Medaliści
| Medal | Zawodnik                                                          | Dyscyplina  | Konkurencja                             | Data            |
| ----- | ----------------------------------------------------------------- | ----------- | --------------------------------------- | --------------- |
|       | John Ørsted Hansen Erik Petersen Kurt Helmudt Bjørn Borgen Hasløv | Wioślarstwo | Czwórka bez sternika                    | 15 października |
|       | Ole Berntsen Christian Robert von Bülow Ole Poulsen               | Żeglarstwo  | Klasa Dragon                            | 21 października |
|       | Kjell Rodian                                                      | Kolarstwo   | Wyścig indywidualny ze startu wspólnego | 22 października |
|       | Preben Isaksson                                                   | Kolarstwo   | Wyścig indywidualny na dochodzenie      | 17 października |
|       | Henning Wind                                                      | Żeglarstwo  | Klasa Finn                              | 21 października |
|       | Peer Norrbohm John Sørensen                                       | Kajakarstwo | C-2 1000 m mężczyźni                    | 22 października |

## Wyniki zawodników

### Boks
| Zawodnik           | Konkurencja                  | 1/32 finału      | 1/16 finału                                             | 1/8 finału                               | Ćwierćfinały                              | Półfinały        | Finał            | Pozycja  | Źródło |
| Zawodnik           | Konkurencja                  | Przeciwnik Wynik | Przeciwnik Wynik                                        | Przeciwnik Wynik                         | Przeciwnik Wynik                          | Przeciwnik Wynik | Przeciwnik Wynik | Pozycja  | Źródło |
| ------------------ | ---------------------------- | ---------------- | ------------------------------------------------------- | ---------------------------------------- | ----------------------------------------- | ---------------- | ---------------- | -------- | ------ |
| Børge Krogh        | Waga lekka 60 kg             | BYE              | Rodolfo Arpon Porażka – decyzja (1-4)                   | NQ                                       | NQ                                        | NQ               | NQ               | 17.- 32. | [ 1 ]  |
| Preben Rasmussen   | Waga lekkopółśrednia 63,5 kg | BYE              | Eddie Blay Porażka – decyzja (0-5)                      | NQ                                       | NQ                                        | NQ               | NQ               | 17.- 32. | [ 2 ]  |
| Hans-Erik Pedersen | Waga półśrednia 67 kg        | Nie dotyczy      | Boniface Hie Toh Wygrana – dyskwalifikacja w 1. rundzie | Issaka Daboré Porażka – TKO w 3. rundzie | NQ                                        | NQ               | NQ               | 9.- 16.  | [ 3 ]  |
| Tom Bogs           | Waga lekkośrednia 71 kg      | Nie dotyczy      | BYE                                                     | Chen Bai-Sun Wygrana – TKO w 1. rundzie  | Nojim Maiyegun Porażka – TKO w 1. rundzie | NQ               | NQ               | 5.- 8.   | [ 4 ]  |

### Kajakarstwo

#### Mężczyźni
| Zawodnik                         | Konkurencja | Eliminacje | Eliminacje | Repasaże | Repasaże | Półfinały   | Półfinały   | Finał   | Finał   | Źródło |
| Zawodnik                         | Konkurencja | Czas       | Pozycja    | Czas     | Pozycja  | Czas        | Pozycja     | Czas    | Pozycja | Źródło |
| -------------------------------- | ----------- | ---------- | ---------- | -------- | -------- | ----------- | ----------- | ------- | ------- | ------ |
| Erik Hansen                      | K-1 1000 m  | 4:00.58    | 1. Q       | BYE      | BYE      | 4:03.00     | 1. Q        | 4:04.48 | 7.      | [ 5 ]  |
| Preben Jensen Hans-Viggo Knudsen | K-2 1000 m  | 3:47.01    | 5.         | 3:51.43  | 2. Q     | 3:51.20     | 2. Q        | 3:47.31 | 9.      | [ 6 ]  |
| Peer Nielsen John Sørensen       | C-2 1000 m  | 4:11.34    | 3. Q       | BYE      | BYE      | Nie dotyczy | Nie dotyczy | 4:07.48 | brąz    | [ 7 ]  |

#### Kobiety
| Zawodniczka                               | Konkurencja | Eliminacje | Eliminacje | Repasaże | Repasaże | Finał   | Finał   | Źródło |
| Zawodniczka                               | Konkurencja | Czas       | Pozycja    | Czas     | Pozycja  | Czas    | Pozycja | Źródło |
| ----------------------------------------- | ----------- | ---------- | ---------- | -------- | -------- | ------- | ------- | ------ |
| Birthe Lindskov Hansen                    | K-1 500 m   | 2:14.02    | 6.         | 2:15.28  | 3. Q     | 2:18.21 | 9.      | [ 8 ]  |
| Birthe Lindskov Hansen Anni Werner-Hansen | K-2 500 m   | 1:58.99    | 1. Q       | BYE      | BYE      | 2:00.88 | 5.      | [ 9 ]  |

### Kolarstwo

#### Konkurencje szosowe
| Zawodnik                                                                 | Konkurencja                             | Czas/Strata do zwycięzcy | Pozycja | Źródło |
| ------------------------------------------------------------------------ | --------------------------------------- | ------------------------ | ------- | ------ |
| Kjell Rodian                                                             | Wyścig indywidualny ze startu wspólnego | + 2 s                    | srebro  | [ 10 ] |
| Ole Højlund Pedersen                                                     | Wyścig indywidualny ze startu wspólnego | + 11 s                   | 15.     | [ 10 ] |
| Flemming Gleerup Hansen                                                  | Wyścig indywidualny ze startu wspólnego | + 11 s                   | 21.     | [ 10 ] |
| Ole Ritter                                                               | Wyścig indywidualny ze startu wspólnego | + 20 s                   | 74.     | [ 10 ] |
| Flemming Gleerup Hansen Henning Petersen Ole Højlund Pedersen Ole Ritter | Drużynowa jazda na czas                 | 2:29:10.33               | 7.      | [ 11 ] |

#### Konkurencje torowe

##### Sprint
| Zawodnik       | Konkurencja | Runda 1.                                         | Repasaż o 2. rundę                        | Repasaż o 2. rundę               | 2. runda                                          | Repasaże o Ćwierćfinał                              | Repasaże o Ćwierćfinał | Ćwierćfinał      | Półfinał    | Finał/o brąz | Pozycja     | Źródło |
| Zawodnik       | Konkurencja | Runda 1.                                         | Półfinały                                 | Finał                            | 2. runda                                          | Półfinały                                           | Finał                  | Ćwierćfinał      | Półfinał    | Finał/o brąz | Pozycja     | Źródło |
| Zawodnik       | Konkurencja | Przeciwnik Wynik                                 | Przeciwnik Wynik                          | Przeciwnik Wynik                 | Przeciwnik Wynik                                  | Przeciwnik Wynik                                    | Przeciwnik Wynik       | Przeciwnik Wynik | Przeciwnicy | Przeciwnicy  | Pozycja     | Źródło |
| -------------- | ----------- | ------------------------------------------------ | ----------------------------------------- | -------------------------------- | ------------------------------------------------- | --------------------------------------------------- | ---------------------- | ---------------- | ----------- | ------------ | ----------- | ------ |
| Niels Fredborg | Sprint      | Ulrich Schillinger / Tsuyoshi Kawachi 2. pozycja | Alan Grieco / José Mercado 1. pozycja (Q) | Tan Thol 1. pozycja (Q)          | Daniel Morelon / Karl Barton 2. pozycja           | Giovanni Pettenella / Ulrich Schillinger 3. pozycja | NQ                     | NQ               | NQ          | NQ           | Nie dotyczy | [ 12 ] |
| Peder Pedersen | Sprint      | Omar Pchakadze / Willi Fuggerer 3. pozycja       | Muhammad Hafeez 1. pozycja (Q)            | Piet van der Touw 1. pozycja (Q) | Sergio Bianchetto / Ulrich Schillinger 3. pozycja | Walerij Chitrow / Ivan Kučírek 3. pozycja           | NQ                     | NQ               | NQ          | NQ           | Nie dotyczy | [ 12 ] |

Jazda na czas
| Zawodnik               | Konkurencja  | Czas    | Pozycja | Źródło |
| ---------------------- | ------------ | ------- | ------- | ------ |
| Jan Ingstrup-Mikkelsen | 1 km na czas | 1:12.03 | 11.     | [ 13 ] |

##### Tandemy
| Zawodnik                           | Konkurencja              | Runda 1.         | Repasaż o Ćwierćfinał   | Repasaż o Ćwierćfinał            | Ćwierćfinał      | Półfinał         | Finał/o brąz     | Pozycja | Źródło |
| Zawodnik                           | Konkurencja              | Runda 1.         | Półfinały               | Finał                            | Ćwierćfinał      | Półfinał         | Finał/o brąz     | Pozycja | Źródło |
| Zawodnik                           | Konkurencja              | Przeciwnik Wynik | Przeciwnik Wynik        | Przeciwnik Wynik                 | Przeciwnik Wynik | Przeciwnik Wynik | Przeciwnik Wynik | Pozycja | Źródło |
| ---------------------------------- | ------------------------ | ---------------- | ----------------------- | -------------------------------- | ---------------- | ---------------- | ---------------- | ------- | ------ |
| Niels Fredborg Per Sarto Jørgensen | Sprint tandemami na 2 km | Niemcy Porażka   | Wielka Brytania Wygrana | Czechosłowacja / Francja Wygrana | Włochy P 0-2     | NQ               | NQ               | 5.- 8.  | [ 14 ] |

##### Wyścigi na dochodzenie
| Zawodnik                                                          | Konkurencja                        | Runda 1.                 | Runda 1. | Ćwierćfinał           | Półfinał             | Finał/o brąz           | Pozycja | Źródło |
| Zawodnik                                                          | Konkurencja                        | Przeciwnik Czas          | Pozycja  | Przeciwnik Wynik      | Przeciwnik Wynik     | Przeciwnik Wynik       | Pozycja | Źródło |
| ----------------------------------------------------------------- | ---------------------------------- | ------------------------ | -------- | --------------------- | -------------------- | ---------------------- | ------- | ------ |
| Preben Isaksson                                                   | Wyścig indywidualny na dochodzenie | Rubén Etchebarne 5:01.88 | 4. Q     | Hugh Porter W 5:01.13 | Jiří Daler P 5:02.23 | Tiemen Groen W 5:01.90 | brąz    | [ 15 ] |
| Bent Hansen Preben Isaksson Jan Ingstrup-Mikkelsen Kurt vid Stein | Wyścig drużynowy na dochodzenie    | Czechosłowacja 4:46.97   | 7. Q     | Niemcy P 4:43.58      | NQ                   | NQ                     | 5.- 8.  | [ 16 ] |

### Lekkoatletyka

#### Konkurencje biegowe

##### Mężczyźni
| Zawodnik         | Konkurencja    | Eliminacje  | Eliminacje  | Finał   | Finał   | Źródło |
| Zawodnik         | Konkurencja    | Czas        | Pozycja     | Czas    | Pozycja | Źródło |
| ---------------- | -------------- | ----------- | ----------- | ------- | ------- | ------ |
| Aske Dam         | Bieg na 5000 m | 14:20.4     | 10.         | NQ      | NQ      | [ 17 ] |
| Tommy Kristensen | Chód na 20 km  | Nie dotyczy | Nie dotyczy | 1:35:30 | 14.     | [ 18 ] |

##### Kobiety
| Zawodnik       | Konkurencja   | Eliminacje | Eliminacje | Półfinały | Półfinały | Finał | Finał   | Źródło |
| Zawodnik       | Konkurencja   | Czas       | Pozycja    | Czas      | Pozycja   | Czas  | Pozycja | Źródło |
| -------------- | ------------- | ---------- | ---------- | --------- | --------- | ----- | ------- | ------ |
| Jette Andersen | Bieg na 800 m | 2:15.2     | 7.         | NQ        | NQ        | NQ    | NQ      | [ 19 ] |

#### Konkurencje techniczne

##### Kobiety
| Zawodnik    | Konkurencja | Eliminacje | Eliminacje | Finał | Finał   | Źródło |
| Zawodnik    | Konkurencja | Wynik      | Pozycja    | Wynik | Pozycja | Źródło |
| ----------- | ----------- | ---------- | ---------- | ----- | ------- | ------ |
| Nina Hansen | Skok w dal  | 5,89 m     | 20.        | NQ    | NQ      | [ 20 ] |

#### Wieloboje

##### Kobiety
| Zawodnik    | Konkurencja |          | 80 m przez płotki | Pchnięcie kulą | Skok wzwyż | Skok w dal | 200 m   | Końcowy wynik |
| ----------- | ----------- | -------- | ----------------- | -------------- | ---------- | ---------- | ------- | ------------- |
| Nina Hansen | Pięciobój   | Rezultat | 11.1 s            | 11,26 m        | 1,54 m     | 6,27 m     | 25.9 s  | 9.            |
| Nina Hansen | Pięciobój   | Punkty   | 1027 pkt          | 804 pkt        | 880 pkt    | 1049 pkt   | 851 pkt | 4611 pkt      |

### Pływanie

#### Mężczyźni
| Zawodnik          | Konkurencja              | Eliminacje | Eliminacje | Półfinały | Półfinały | Finał | Finał   | Źródło |
| Zawodnik          | Konkurencja              | Czas       | Pozycja    | Czas      | Pozycja   | Czas  | Pozycja | Źródło |
| ----------------- | ------------------------ | ---------- | ---------- | --------- | --------- | ----- | ------- | ------ |
| Lars Kraus Jensen | 200 m stylem grzbietowym | 2:23.3     | 5.         | NQ        | NQ        | NQ    | NQ      | [ 21 ] |

#### Kobiety
| Zawodniczka              | Konkurencja              | Eliminacje | Eliminacje | Półfinały   | Półfinały   | Finał | Finał   | Źródło |
| Zawodniczka              | Konkurencja              | Czas       | Pozycja    | Czas        | Pozycja     | Czas  | Pozycja | Źródło |
| ------------------------ | ------------------------ | ---------- | ---------- | ----------- | ----------- | ----- | ------- | ------ |
| Kirsten Strange-Campbell | 100 m stylem dowolnym    | 1:05.3     | 4.         | NQ          | NQ          | NQ    | NQ      | [ 22 ] |
| Kirsten Strange-Campbell | 400 m stylem zmiennym    | 5:44.4     | 5.         | Nie dotyczy | Nie dotyczy | NQ    | NQ      | [ 22 ] |
| Kirsten Michaelsen       | 100 m stylem grzbietowym | 1:11.2     | 4.         | Nie dotyczy | Nie dotyczy | NQ    | NQ      | [ 23 ] |

### Skoki do wody

#### Mężczyźni
| Zawodnik        | Konkurencja        | Punktacja za skok | Punktacja za skok | Punktacja za skok | Punktacja za skok | Punktacja za skok | Punktacja za skok | Punktacja za skok | Punktacja za skok | Punktacja za skok | Punktacja za skok | Suma pkt  | Pozycja | Źródło |
| Zawodnik        | Konkurencja        | Eliminacje        | Eliminacje        | Eliminacje        | Eliminacje        | Eliminacje        | Eliminacje        | Eliminacje        | Finał             | Finał             | Finał             | Suma pkt  | Pozycja | Źródło |
| Zawodnik        | Konkurencja        | 1                 | 2                 | 3                 | 4                 | 5                 | 6                 | 7                 | 1                 | 2                 | 3                 | Suma pkt  | Pozycja | Źródło |
| --------------- | ------------------ | ----------------- | ----------------- | ----------------- | ----------------- | ----------------- | ----------------- | ----------------- | ----------------- | ----------------- | ----------------- | --------- | ------- | ------ |
| Soren Svejstrup | Skoki z wieży 10 m | 10,26 pkt         | 11,78 pkt         | 13,4 pkt          | 14,72 pkt         | 10,24 pkt         | 9,6 pkt           | 15,36 pkt         | NQ                | NQ                | NQ                | 85,36 pkt | 20.     | [ 25 ] |

#### Kobiety
| Zawodnik      | Konkurencja        | Punktacja za skok | Punktacja za skok | Punktacja za skok | Punktacja za skok | Punktacja za skok | Punktacja za skok | Punktacja za skok | Suma pkt  | Pozycja | Źródło |
| Zawodnik      | Konkurencja        | Eliminacje        | Eliminacje        | Eliminacje        | Eliminacje        | Finał             | Finał             | Finał             | Suma pkt  | Pozycja | Źródło |
| Zawodnik      | Konkurencja        | 1                 | 2                 | 3                 | 4                 | 1                 | 2                 | 3                 | Suma pkt  | Pozycja | Źródło |
| ------------- | ------------------ | ----------------- | ----------------- | ----------------- | ----------------- | ----------------- | ----------------- | ----------------- | --------- | ------- | ------ |
| Kirsten Velin | Skoki z wieży 10 m | 8,06 pkt          | 11,59 pkt         | 10.4 pkt          | 13,8 pkt          | NQ                | NQ                | NQ                | 43,85 pkt | 17.     | [ 27 ] |

### Strzelectwo

#### Mężczyźni
| Zawodnik         | Konkurencja                          | Wynik    | Pozycja | Źródło |
| ---------------- | ------------------------------------ | -------- | ------- | ------ |
| Niels Petersen   | Karabin małokalibrowy 3 postawy 50 m | 1140 pkt | 13.     | [ 28 ] |
| Ole Hviid Jensen | Karabin małokalibrowy 3 postawy 50 m | 1139 pkt | 14.     | [ 28 ] |
| Ole Hviid Jensen | Karabin małokalibrowy leżąc 50 m     | 592 pkt  | 12.     | [ 29 ] |
| Niels Petersen   | Karabin małokalibrowy leżąc 50 m     | 588 pkt  | 29.     | [ 29 ] |

### Wioślarstwo
| Zawodnik                                                            | Konkurencja           | Eliminacje | Eliminacje | Repasaże | Repasaże | Finał B | Finał B | Finał A | Finał A | Pozycja końcowa  | Źródło |
| Zawodnik                                                            | Konkurencja           | Czas       | Pozycja    | Czas     | Pozycja  | Czas    | Pozycja | Czas    | Pozycja | Pozycja końcowa  | Źródło |
| ------------------------------------------------------------------- | --------------------- | ---------- | ---------- | -------- | -------- | ------- | ------- | ------- | ------- | ---------------- | ------ |
| Peter Fich Christiansen Hans Jørgen Boye                            | Dwójka bez sternika   | 7:22.01    | 2.         | 7:31.11  | 1. QA    | BYE     | BYE     | 7:48.13 | 5.      | 5.               | [ 30 ] |
| Jens Berendt Jensen Knud Nielsen Niels Olsen                        | Dwójka ze sternikiem  | 8:08.98    | 3.         | 7:39.39  | 4.       | NQ      | NQ      | NQ      | NQ      | Nieklasyfikowany | [ 31 ] |
| John Ørsted Hansen Erik Petersen Kurt Helmudt Bjørn Borgen Hasløv   | Czwórka bez sternika  | 6:51.78    | 1. Q       | BYE      | BYE      | BYE     | BYE     | 6:59.30 | 1.      | złoto            | [ 32 ] |
| Niels Nielsen Poul Erik Nielsen Ole Paustian Tom Hinsby Bent Larsen | Czwórka ze sternikiem | 7:04.48    | 5.         | 7:12.45  | 2.       | NQ      | NQ      | NQ      | NQ      | Nieklasyfikowany | [ 33 ] |

### Zapasy
Punktacja za pojedynek:
- 0 pkt – zwycięstwo przed czasem
- 1 pkt – zwycięstwo przez decyzję sędziów
- 2 pkt – remis
- 3 pkt – porażka przez decyzję sędziów
- 4 pkt – porażka przed czasem

#### Styl klasyczny
| Zawodnik         | Konkurencja                | Rundy eliminacyjne                   | Rundy eliminacyjne | Rundy eliminacyjne                         | Rundy eliminacyjne | Rundy eliminacyjne               | Rundy eliminacyjne | Rundy eliminacyjne                     | Rundy eliminacyjne | Rundy eliminacyjne | Rundy eliminacyjne | Runda finałowa   | Runda finałowa | Pozycja          | Źródło |
| Zawodnik         | Konkurencja                | Runda 1.                             | Runda 1.           | Runda 2.                                   | Runda 2.           | Runda 3.                         | Runda 3.           | Runda 4.                               | Runda 4.           | Runda 5.           | Runda 5.           | Runda finałowa   | Runda finałowa | Pozycja          | Źródło |
| Zawodnik         | Konkurencja                | Przeciwnik Wynik                     | Punkty             | Przeciwnik Wynik                           | Punkty             | Przeciwnik Wynik                 | Punkty             | Przeciwnik Wynik                       | Punkty             | Przeciwnik Wynik   | Punkty             | Przeciwnik Wynik | Punkty         | Pozycja          | Źródło |
| ---------------- | -------------------------- | ------------------------------------ | ------------------ | ------------------------------------------ | ------------------ | -------------------------------- | ------------------ | -------------------------------------- | ------------------ | ------------------ | ------------------ | ---------------- | -------------- | ---------------- | ------ |
| Jørgen Jensen    | Kategoria musza (52 kg)    | Dumitru Pârvulescu Porażka – decyzja | 3 pkt              | Angeł Kerezow Porażka – decyzja            | 6 pkt (eliminacja) | NQ                               | NQ                 | NQ                                     | NQ                 | NQ                 | NQ                 | NQ               | NQ             | Nieklasyfikowany | [ 34 ] |
| Svend Skrydstrup | Kategoria piórkowa (63 kg) | Müzahir Sille Remis                  | 2 pkt              | Rubén Leibovich Wygrana – faul przeciwnika | 2 pkt              | Roman Rurua Porażka – decyzja    | 5 pkt              | Branislav Martinović Porażka – decyzja | 8 pkt (eliminacja) | NQ                 | NQ                 | NQ               | NQ             | Nieklasyfikowany | [ 35 ] |
| Kurt Madsen      | Kategoria lekka (70 kg)    | Rune Johnsson Porażka – decyzja      | 3 pkt              | Wahid Ullah Zaid Wygrana – decyzja         | 4 pkt              | Tokuaki Fujita Porażka – decyzja | 7 pkt (eliminacja) | NQ                                     | NQ                 | NQ                 | NQ                 | NQ               | NQ             | Nieklasyfikowany | [ 36 ] |

### Żeglarstwo
| Zawodnik                                                             | Konkurencja             | Pozycja w wyścigu Punkty | Pozycja w wyścigu Punkty | Pozycja w wyścigu Punkty | Pozycja w wyścigu Punkty | Pozycja w wyścigu Punkty | Pozycja w wyścigu Punkty | Pozycja w wyścigu Punkty | Suma punktów | Pozycja | Źródło |
| Zawodnik                                                             | Konkurencja             | 1                        | 2                        | 3                        | 4                        | 5                        | 6                        | 7                        | Suma punktów | Pozycja | Źródło |
| -------------------------------------------------------------------- | ----------------------- | ------------------------ | ------------------------ | ------------------------ | ------------------------ | ------------------------ | ------------------------ | ------------------------ | ------------ | ------- | ------ |
| Henning Wind                                                         | Klasa Finn              | 14. 473 pkt              | 20. 318 pkt              | 3. 1142 pkt              | 4. 1017 pkt              | 2. 1318 pkt              | 1. 1620 pkt              | 10. 620 pkt              | 6190 pkt     | brąz    | [ 37 ] |
| White Lady - Ole Berntsen - Christian Robert von Bülow - Ole Poulsen | Klasa Dragon            | 1. 1463 pkt              | 16. 259 pkt              | 4. 861 pkt               | 10. 463 pkt              | 3. 986 pkt               | 1. 1463 pkt              | 7. 618 pkt               | 5854 pkt     | złoto   | [ 38 ] |
| Miss Denmark 1964 - Ole Gunnar Petersen - Hans Fogh                  | Klasa Latający Holender | 6. 645 pkt               | DNF 101 pkt              | 4. 821 pkt               | 1. 1423 pkt              | 5. 724 pkt               | 13. 309 pkt              | 7. 578 pkt               | 4500 pkt     | 4.      | [ 39 ] |
| Web III - William Berntsen - Carl Christian Lassen - Per Holm        | Klasa 5,5 m             | 5. 578 pkt               | 7. 432 pkt               | 12. 198 pkt              | 10. 277 pkt              | 8. 374 pkt               | 13. 163 pkt              | 11. 236 pkt              | 2095 pkt     | 12.     | [ 40 ] |